# Firma
Firma. Fra italiensk firma, 'underskrift', afledt af latin firmus. Blev oprindelig brugt om en bindende underskrift af et handelshus.
Ordet firma er en betegnelse for en mindre virksomhed inden for handel, service eller industri. Bruges også om en erhvervsvirksomheds navn eller mærke.